# Świca
Świca (ukr. Свіча, Swicza) – rzeka na Ukrainie, w Karpatach Wschodnich, prawy dopływ Dniestru.
Ma długość 107 km i powierzchnię dorzecza 1493 km². Ma źródła w Gorganach w obwodzie iwanofrankiwskim na wysokości 1200 m nad poziomem morza (pod szczytem Kruhła Młaka). Największymi dopływami są Mizuńka, Sukil i Łużanka. Wpływa do Dniestru poniżej Żurawna. Bardzo czysta rzeka, ponieważ omija większe miasta.